# اللجنة الملكية لشؤون القدس
اللجنة الملكية لشؤون القدس هي لجنة أردنية رسمية مقرها العاصمة عمان تأسست عام 1971 لتُعنى بأوضاع مدينة القدس ونشر الوعي بأهمية قضية القدس.

## التاريخ
تأسست اللجنة الملكية لشؤون القدس عام 1971 بإيعازٍ من الملك الأردني الحسين بن طلال، وقد تشكلت اللجنة برئاسة أحمد طوقان وعضوية عددٍ من الشخصيات، ثم تولى رئاستها قاسم الريماوي ثم أكرم زعيتر.
وفي عام 1994 جرى إعادة تشكيل اللجنة برئاسة الأمير الحسن بن طلال وبعضوية ثلاثة وعشرين شخصية أردنية وفلسطينية وعربية وإسلامية.

## أهداف اللجنة
من أبرز أهداف اللجنة الملكية لشؤون القدس:
- جمع الوثائق والمؤلفات والمخطوطات التاريخية المتعلقة بمدينة القدس.[3]
- رصد وتوثيق مُجريات "تهويد القدس".[3]
- نشر الدراسات التي تدعم عروبة مدينة القدس.[3]
- بيان أهمية مدينة القدس وتأكيد عروبتها.[3]
- المشاركة في رسم السياسة الأردنية فيما يتعلق بالقدس والوصاية الهاشمية.[3]

## أبرز أعضاء اللجنة
ضمت وتضم اللجنة في عضويتها مجموعة من الشخصيات العامة الأردنية والفلسطينية والعربية والإسلامية، من أبرزهم:
- إميل الغوري.[3]
- روحي الخطيب.[3]
- عبد الله صلاح.[3]
- مروان القاسم.[3]
- عدنان أبو عودة.[3]
- عبد الله غوشة.[3]
- طاهر المصري.[3]
- مروان دودين.[3]
- إسحاق الفرحان.[3]
- كامل الشريف.[3]
- إبراهيم القطان.[3]
- سمير قفعيتي.[3]
- معن أبو نوار.[3]
- عبد السلام العبادي.[3]
- خالد الكركي.[3]
- هاني الخصاونة.[3]
- حازم نسيبة.[3]
- ليلى شرف.[3]
- ناصر الدين الأسد.[3]
- عون الخصاونة.[3]
- محمد تقي العثماني.[3]
- إسماعيل بن علي الأكوع.[3]
- محمد سعيد البوطي.[3]
- محمد مختار السلامي.[3]
- أحمد طالب الإبراهيمي.[3]
- عبد الرحمن سوار الذهب.[3]
- عبد الله النسور.[3]